# Tom Kurvers
Thomas James „Tom“ Kurvers (* 14. Oktober 1962 in Minneapolis, Minnesota; † 21. Juni 2021 in Saint Paul, Minnesota) war ein US-amerikanischer Eishockeyspieler und -funktionär. Der Verteidiger bestritt zwischen 1984 und 1996 über 600 Partien für insgesamt sieben Teams in der National Hockey League (NHL), wobei er mit den Canadiens de Montréal in den Playoffs 1986 den Stanley Cup gewann. Nach seiner aktiven Karriere war er über 20 Jahre im Management der Phoenix Coyotes, Tampa Bay Lightning und Minnesota Wild in der NHL tätig.

## Karriere

### High School und College
Tom Kurvers begann seine Karriere in der Schulmannschaft der Jefferson High School in Bloomington in seinem Heimatstaat Minnesota und wechselte anschließend an die University of Minnesota Duluth. Dort spielte er vier Jahre lang für die Eishockeymannschaft der Universität, die Bulldogs, in der Western Collegiate Hockey Association und erreichte einen Durchschnitt von mehr als einem Scorerpunkt pro Spiel. In seiner letzten Saison 1983/84 war Kurvers punktbester Verteidiger der gesamten NCAA und gewann den Hobey Baker Memorial Award für den besten männlichen Spieler im College-Eishockey.

### National Hockey League
Kurvers war bereits im NHL Entry Draft 1981 in der siebten Runde von den Canadiens de Montréal ausgewählt worden. In der Saison 1984/85 gab er sein Debüt für die Mannschaft in der National Hockey League und erzielte an der Seite von Chris Chelios in seiner Rookiesaison zehn Tore und 35 Torvorlagen. In der folgenden Spielzeit verhalf er den Canadiens zum Erreichen der NHL-Play-offs, verpasste den anschließenden Gewinn des Stanley Cups aber verletzungsbedingt. Da er mehr als die Hälfte der Spiele in der regulären Saison absolviert hatte, wurde Kurvers dennoch auf der Trophäe verewigt.
Nachdem er zu Beginn der folgenden Saison unter Trainer Jean Perron nur in einem von 17 Spielen auf dem Eis stand, wurde Kurvers auf eigenen Wunsch hin im November 1986 zu den Buffalo Sabres transferiert. Diese gaben ihn noch am Ende derselben Spielzeit wiederum an die New Jersey Devils ab. Dort spielte der Offensivverteidiger in der 1988/89 seine erfolgreichste Saison und stellte mit 50 Torvorlagen und 66 Punkten neue Verteidigerrekorde der Devils auf. In dieser Zeit wurde er auch zu den Weltmeisterschaften 1987 und 1989 in den Kader der US-amerikanischen Nationalmannschaft berufen.
Nach nur einem Einsatz zu Saisonbeginn wurde Kurvers erneut innerhalb der Liga zu den Toronto Maple Leafs transferiert, die dafür ein Erstrunden-Wahlrecht im NHL Entry Draft 1991 an die Devils abgaben. Nachdem er sich zunächst geweigert hatte, erneut die Mannschaft zu wechseln und in Kanada zu spielen, konnte er in seiner ersten Spielzeit in Toronto an seine Erfolge aus der Vorsaison anknüpfen. In der Saison 1990/91 befanden sich die Maple Leafs allerdings lange Zeit auf dem letzten Platz der Liga und gaben Kurvers noch im Saisonverlauf an die Vancouver Canucks ab. Toronto schloss die Spielzeit schließlich mit der drittschlechtesten Bilanz aller Mannschaften ab, sodass New Jersey mit dem zwei Jahre zuvor erworbenen Draftpick Scott Niedermayer auswählen konnte.
Die folgende Zeit verbrachte Kurvers bei den Canucks, New York Islanders und Mighty Ducks of Anaheim, wobei er in New York noch einmal die Marke von 50 Scorerpunkten erreichte. Zur Saison 1995/96 wechselte der Verteidiger zu Seibu Tetsudo in die Japan Ice Hockey League, wo er mit der Mannschaft den Titel gewann und ins All-Star Team gewählt wurde.

### Als Scout und Funktionär
Nach seinem Karriereende erhielt Kurvers im Jahr 1997 zunächst eine Stelle beim Teamradio der Phoenix Coyotes, bevor er ein Jahr später in die Scouting-Abteilung der Organisation wechselte. Dort war er zehn Jahre lang tätig und übernahm in der Saison 2003/04 zudem auf Interimsbasis die Position des Assistenztrainers der Coyotes. 2008 wechselte der US-Amerikaner in die Organisation der Tampa Bay Lightning, wo er drei Jahre lang als Assistenz-General-Manager fungierte. Nach der Entlassung von Brian Lawton vom Posten des General Managers übernahm er dessen Funktion ab April 2010 einen Monat lang kommissarisch. Seit der Saison 2011/12 war er als Senior Advisor bei den Lightning tätig, bevor er zur Saison 2018/19 als Assistant General Manager von den Minnesota Wild engagiert wurde.
Kurvers verstarb am 21. Juni 2021 im Alter von 58 Jahren an den Folgen eines Bronchialkarzinoms.

## Erfolge und Auszeichnungen
| - 1984 Broadmoor-Trophy-Gewinn mit der University of Minnesota Duluth - 1984 WCHA Player of the Year - 1984 WCHA First All-Star Team - 1984 NCAA First All-American Team | - 1984 Hobey Baker Memorial Award - 1986 Stanley-Cup-Gewinn mit den Canadiens de Montréal - 1996 Japanischer Meister mit Seibu Tetsudo - 1996 JIHL All-Star Team |

## Karrierestatistik

### International
Vertrat die USA bei:
- Junioren-Weltmeisterschaft 1982
- Weltmeisterschaft 1987
- Weltmeisterschaft 1989

(Legende zur Spielerstatistik: Sp oder GP = absolvierte Spiele; T oder G = erzielte Tore; V oder A = erzielte Assists; Pkt oder Pts = erzielte Scorerpunkte; SM oder PIM = erhaltene Strafminuten; +/− = Plus/Minus-Bilanz; PP = erzielte Überzahltore; SH = erzielte Unterzahltore; GW = erzielte Siegtore; 1 Play-downs/Relegation; Kursiv: Statistik nicht vollständig)